# Ліонго Фумо
Ліо́нго Фу́мо (досл. «вождь Ліонго») — центральний персонаж епосу народу суахілі (танзанійське й кенійське узбережжя Індійського океану), герой народних сказань і переказів.
Як епічний герой наділений низкою гіперболізованих властивостей — надсилою, чудесним військовим хистом, непомильністю і невразливістю для ворогів, здатністю передбачити прийдешнє. 
Дослідники образу Ліонго Фумо, сходяться на думці, що міфологічний персонаж мав прообраз — правителя й поета ХІІ-ХІІІ століття. У різних місцях узбережжя дотепер показують «могилу» Ліонго Фумо. 

## Сюжетика наративу про Ліонго Фумо
За сюжетом сказань про Ліонго Фумо, його головним противником виступає правитель міста Шанга (або Шака; як варіант — Пате) Мрінґварі (його брат), який намагається його вбити, побоюючись зміцнення влади Ліонго Фумо. За допомогою помічників він таки запроторив Ліонго Фумо до острогу. Але герой, завдяки хитрощам і допомозі своїх прибічників, тікає з в'язниці й знаходить прихисток в мисливців саньє й дахало. Лихий Мрінґварі підговорює останніх, але їхні спроби позбутися Ліонго Фумо теж марні. Тоді Мрінґварі підсилає до Ліонго Фумо найближчого родича (сина або племінника по сестрі), якому вдається вивідати слабину героя — пуп. Відтак, глупої ночі Ліонго Фумо вражено. На ранок у передсмертних муках Ліонго Фумо вибирається до джерела питної води для міста й заклякає на одному місці. Містяни не наважуються підійти до нього протягом трьох днів. Лише матір, підійшовши до Ліонго Фумо, проказує заклинання, після чого Ліонго Фумо остаточно помирає.                

## Джерело
- Котляр О.С. Лионго Фумо // Мифологический словарь., М.: „Советская Энциклопедия“, 1991, 736 с. — С. 319 (рос.)